# یواس‌ان‌اس گرپل (تی-ای‌آراس-۵۳)
یواس‌ان‌اس گرپل (تی-ای‌آراس-۵۳) (به انگلیسی: USNS Grapple (T-ARS-53)) یک کشتی است که طول آن ۲۵۵ فوت (۷۸ متر) می‌باشد. این کشتی در سال ۱۹۸۴ ساخته شد.